# Gueorgui Boguemski
Gueorgui Dmitrievitch Boguemski (en russe : Гео́ргий Дми́триевич Боге́мский) est un critique cinématographique et essayiste soviétique et russe né le 19 avril 1920 à Pétrograd (actuelle Saint-Pétersbourg) et mort le 18 mars 1995 à Moscou. Historien du cinéma soviétique, critique littéraire et traducteur, membre de l'Union des écrivains de l'URSS et de l'Union des cinématographes de l'URSS, il est le fils de Dmitri Boguemski (ru) (1878-1931), écrivain et mélodiste.

## Biographie
Diplômé de l'université de Leningrad en 1941. Il a participé à la Grande Guerre patriotique. Il est spécialiste du cinéma italien, et publie depuis 1950.
Auteur des ouvrages À travers les villes d'Italie (1955, По городам Италии), Le cinéma italien aujourd'hui (Кино Италии сегодня), auteur d'une monographie sur le réalisateur Vittorio De Sica (1963), d'un article introductif et d'un commentaire dans la collection des œuvres de Federico Fellini (1968), et sur l'actrice Sophia Loren (1982). Il a traduit des scénarios et des pièces de théâtre de Cesare Zavattini et d'Eduardo De Filippo.
À partir de 1967, il vit avec sa femme, la traductrice Aglaïa Sergueïevna Boguemskaïa (1922-2004), dans la coopérative d'habitation des écrivains soviétiques, au 21, rue Krasnoarmeïskaïa (ru).
Sa fille est l'historienne de l'art Ksenia Boguemskaïa (ru) (1947-2010).

## Publications
- Annuaire de l'Union des écrivains de l'URSS (Справочник Союза писателей СССР) / édité par M. V. Gorbatchev, compilé par N. V. Borovskaya. N. V. Borovskaya. - Moscou : Écrivain soviétique, 1970. - 792 p. - 6 000 exemplaires.
- Annuaire de l'Union des cinématographes de l'URSS (Справочник Союза кинематографистов СССР) / édité par G. K. Mirnova. G. K. Mirnova. - Moscou : Bureau de propagande cinématographique de l'Union soviétique, 1986. - 527 p. - 6 000 exemplaires.
- Gueorgui Dmitrievitch Bohemski : Cinéma : dictionnaire encyclopédique (Кино: энциклопедический словарь) / Rédacteur en chef S. I. Youtkevitch ; Redkov. I. Yutkevich ; éditeurs : Y. S. Afanasyev, V. E. Baskakov, I. V. Vaisfeld et al. - Moscou : Sov. encyclopaedia, 1987. - 640 p., 96 l. ill.